# Campionati mondiali di skeleton 2011
I Campionati mondiali di skeleton 2011, ventunesima edizione della manifestazione organizzata dalla Federazione Internazionale di Bob e Skeleton, si tennero dal 20 al 26 febbraio 2011 a Schönau am Königssee, in Germania sulla pista omonima, la stessa che ospitò le competizioni iridate del 1990 e del 2004; furono disputate gare in due differenti specialità: nel singolo uomini e nel singolo donne e le vittorie furono ottenute rispettivamente dal lettone Martins Dukurs e dalla tedesca Marion Thees che bissa il titolo conquistato due anni prima a Lake Placid.
Anche questa edizione, come ormai da prassi iniziata nella rassegna di Schönau am Königssee 2004, si svolse contestualmente a quella del bob e proprio insieme agli atleti di quest'ultima disciplina fu assegnato il titolo nella prova a squadre che vide trionfare la squadra tedesca.
Inizialmente, nel 2007, i campionati mondiali erano stati assegnati a Cortina d'Ampezzo, in Italia, ai danni di Winterberg, Germania, ma Cortina si ritirò nel febbraio 2009 per problemi locali e quindi la FIBT, durante la rassegna iridata di Lake Placid 2009, annunciò che l'evento sarebbe stato assegnato alla località di Schönau am Königssee.

## Risultati

### Singolo uomini
La gara fu disputata il 24 e il 25 febbraio e presero parte alla competizione 34 atleti in rappresentanza di 20 differenti nazioni; campione uscente era lo svizzero Gregor Stähli, non presente alla competizione in quanto ritiratosi nel 2010, ed il titolo fu conquistato dal lettone Martins Dukurs, alla sua prima medaglia mondiale, davanti al russo Aleksandr Tret'jakov, già bronzo nella precedente edizione, ed al tedesco Frank Rommel.
| Pos. | Atleti               | Nazione       | Tempo   | Distacco |
| ---- | -------------------- | ------------- | ------- | -------- |
|      | Martins Dukurs       | Lettonia      | 3:23.70 |          |
|      | Aleksandr Tret'jakov | Russia        | 3:25.44 | +1.74    |
|      | Frank Rommel         | Germania      | 3:25.68 | +1.98    |
| 4    | Sandro Stielicke     | Germania      | 3:25.98 | +2.28    |
| 5    | Michi Halilovic      | Germania      | 3:25.99 | +2.29    |
| 6    | Kristan Bromley      | Gran Bretagna | 3:26.28 | +2.58    |
| 7    | Matthew Antoine      | Stati Uniti   | 3:26.77 | +3.07    |
| 8    | Alexander Kröckel    | Germania      | 3:27.15 | +3.45    |
| 9    | Tomass Dukurs        | Lettonia      | 3:27.22 | +3.52    |
| 10   | Sergej Čudinov       | Russia        | 3:27.53 | +3.83    |

### Singolo donne
La gara fu disputata il 26 ed il 27 febbraio nell'arco di quattro manches e presero parte alla competizione 26 atlete in rappresentanza di 13 differenti nazioni; campionessa uscente era la tedesca Marion Thees (Trott fino all'estate 2010) che ha bissato il titolo vinto due anni prima davanti all'altra tedesca Anja Huber, vincitrice dell'oro iridato ad Altenberg 2008, ed alla canadese Mellisa Hollingsworth.
| Pos. | Atleti                | Nazione       | Tempo   | Distacco |
| ---- | --------------------- | ------------- | ------- | -------- |
|      | Marion Thees          | Germania      | 3:28.51 |          |
|      | Anja Huber            | Germania      | 3:29.39 | +0.88    |
|      | Mellisa Hollingsworth | Canada        | 3:29.74 | +1.23    |
| 4    | Shelley Rudman        | Gran Bretagna | 3:30.05 | +1.54    |
| 5    | Ol'ga Potylicyna      | Russia        | 3:30.70 | +2.19    |
| 6    | Katharina Heinz       | Germania      | 3:30.87 | +2.36    |
| 7    | Amy Gough             | Canada        | 3:30.99 | +2.48    |
| 8    | Darla Deschamps       | Canada        | 3:31.21 | +2.70    |
| 9    | Katie Uhlaender       | Stati Uniti   | 3:31.51 | +3.00    |
| 10   | Elena Judina          | Russia        | 3:31.65 | +3.14    |

## Gara a squadre
La gara si è svolta il 20 febbraio ed ogni squadra nazionale ha potuto prendere parte alla competizione con due formazioni; nello specifico la prova ha visto la partenza di uno skeletonista, di un equipaggio del bob a due femminile, di una skeletonista e di un equipaggio del bob a due maschile per ognuna delle 15 formazioni, che hanno gareggiato ciascuno in una singola manche; la somma totale dei tempi così ottenuti ha laureato campione la squadra tedesca di Michi Halilovic, Sandra Kiriasis, Stephanie Schneider, Marion Thees, Francesco Friedrich e Florian Becke davanti all'altra compagine tedesca composta da Frank Rommel, Cathleen Martini, Kristin Steinert, Anja Huber, Karl Angerer e Alex Mann ed a quella canadese formata da Jon Montgomery, Kaillie Humphries, Heather Moyse, Mellisa Hollingsworth, Lyndon Rush e Cody Sorensen.
| Pos. | Squadra         | Atleti | Tempo   | Distacco |
| ---- | --------------- | --- | ------- | -------- |
|      | Germania II     | Michi Halilovic Sandra Kiriasis / Stephanie Schneider Marion Thees Francesco Friedrich / Florian Becke           | 3:26.09 |          |
|      | Germania I      | Frank Rommel Cathleen Martini / Kristin Steinert Anja Huber Karl Angerer / Alex Mann                             | 3:26.15 | +0.06    |
|      | Canada I        | Jon Montgomery Kaillie Humphries / Heather Moyse Mellisa Hollingsworth Lyndon Rush / Cody Sorensen               | 3:26.96 | +0.87    |
| 4    | Gran Bretagna I | Kristan Bromley Paula Walker / Rebekah Wilson Shelley Rudman John James Jackson / Bruce Tasker                   | 3:27.74 | +1.65    |
| 5    | Russia I        | Sergej Čudinov Ol'ga Fëdorova / Julija Timofeeva Ol'ga Potylicyna Aleksandr Zubkov / Aleksej Voevoda             | 3:28.06 | +1.97    |
| 6    | Russia II       | Aleksandr Tret'jakov Anastasija Skulkina / Margarita Ismajlova Elena Judina Aleksandr Kas'janov / Maksim Belugin | 3:28.24 | +2.15    |
| 7    | Canada II       | Michael Douglas Helen Upperton / Shelley-Ann Brown Amy Gough Christopher Spring / Derek Plug                     | 3:28.96 | +2.87    |
| 8    | Stati Uniti II  | John Daly Elana Meyers / Kristi Koplin Annie O'Shea John Napier / Jesse Beckom                                   | 3:29.35 | +3.26    |
| 9    | Stati Uniti I   | Matthew Antoine Bree Schaaf / Emily Azevedo Katie Uhlaender Steven Holcomb / Curtis Tomasevicz                   | 3:29.53 | +3.44    |
| 10   | Svizzera I      | Pascal Oswald Sabina Hafner / Michelle Huwiler Jessica Kilian Gregor Baumann / Jürg Egger                        | 3:29.89 | +3.80    |

## Medagliere
| Posizione | Nazione  | Oro | Argento | Bronzo | Totale |
| --------- | -------- | --- | ------- | ------ | ------ |
| 1         | Germania | 2   | 2       | 1      | 5      |
| 2         | Lettonia | 1   | 0       | 0      | 1      |
| 3         | Russia   | 0   | 1       | 0      | 1      |
| Totale    | Totale   | 3   | 3       | 3      | 9      |